# Eilhard Schlesinger
Eilhard Schlesinger (* 28. Dezember 1909 in Klausenburg; † 13. August 1968 bei Elz in Hessen) war ein deutscher Klassischer Philologe.

## Leben
Eilhard Schlesinger, der Sohn des Mathematikprofessors Ludwig Schlesinger (1864–1933), wurde im siebenbürgischen Klausenburg geboren und wuchs ab 1911 in Gießen auf. Dort besuchte er das Landgraf-Ludwigs-Gymnasium und studierte ab 1928 Klassische Philologie und Geschichte an der Ludwigs-Universität. Drei Semester verbrachte er an der Berliner Universität, wo er Lehrveranstaltungen bei Werner Jaeger, Ludwig Deubner und Eduard Norden besuchte. In Gießen beeinflussten ihn besonders Karl Kalbfleisch und Rudolf Herzog, bei dem Schlesinger 1933 promoviert wurde. Kurz darauf legte er das Examen ab und ging nach Marburg, wo er sein Probejahr am Studienseminar und am Gymnasium Philippinum antrat.
Während der Zeit des Nationalsozialismus wurde Schlesinger wegen seiner jüdischen Herkunft als Nichtarier eingestuft. Damit war er nach dem Gesetz zur Wiederherstellung des Berufsbeamtentums nicht zum Dienst an höheren Schulen zugelassen. Erst gegen Ende der 30er Jahre emigrierte Schlesinger nach Argentinien. An der Universität Buenos Aires arbeitete er ab 1938 als Professor adjunto für Klassische Philologie. 1944 wechselte er auf einen Lehrstuhl seines Faches an der Universität Tucumán, 1948 wechselte er nach La Plata, 1960 ging er erneut nach Buenos Aires.
Viele Jahre nach dem Ende der nationalsozialistischen Diktatur kehrte Schlesinger nach Deutschland zurück. Er erhielt 1966 eine ordentliche Honorarprofessur an der Universität Mainz und siedelte mit seiner Familie dorthin über. Zwei Jahre später starb er bei einem Unfall auf der Autobahn in der Nähe von Elz (Westerwald), in dem auch seine ganze Familie umkam.
In Lehre und Forschung konzentrierte sich Schlesinger auf die griechische Philosophie (besonders Platon und Aristoteles) und auf die frühgriechische Dichtung (Hesiod, Pindar). Während seiner Zeit in Argentinien veröffentlichte er nur wenige Schriften. Am bedeutendsten sind seine Übersetzungen ins Spanische (Sophokles und Aristoteles’ Poetik). In seinen letzten Lebensjahren in Deutschland veröffentlichte er eine Vielzahl von Aufsätzen, besonders über Pindar und die griechische Tragödie.